# Serin à croupion blanc
Crithagra leucopygia
Espèce
Statut de conservation UICN

 LC  : Préoccupation mineure
Statut CITES
Synonymes
- Serinus leucopygius

Le Serin à croupion blanc (Crithagra leucopygia) est une espèce de passereaux appartenant à la famille des Fringillidae. Il est parfois nommé Chanteur d'Afrique.

## Description
Cet oiseau mesure environ 11,5 cm de longueur. Il ne présente pas de dimorphisme sexuel.
Son plumage présente une teinte générale grise avec les parties supérieures striées de sombre, le ventre et le croupion blancs. Les yeux sont marron, le bec corne clair et les pattes brun rosé.

## Distribution
Elle correspond à une bande subsaharienne, interrompue dans le sud-ouest du Mali, comprise entre le Sénégal et l’Éthiopie : Sénégal, Gambie, sud-ouest et sud-est de la Mauritanie, sud du Mali, Burkina Faso, sud du Niger, nord-est du Nigéria, sud du Tchad, nord du Cameroun et de la République Centrafricaine, sud du Soudan, nord-est du Zaïre, ouest de l’Ouganda (peu commun) et, en extrême limite, Érythrée, Éthiopie (nord-ouest et sud-ouest).

## Sous-espèces
D'après la classification de référence (version 5.1, 2015) du Congrès ornithologique international, cette espèce est constituée des sous-espèces suivantes :
- C. l. leucopygius Sundevall, 1850 : du centre du Soudan à l’Éthiopie.
- C. l. pallens (Vaurie, 1956) : sud du Niger, nord-ouest du Nigéria. Cette forme légèrement plus grise et plus pâle, est incluse dans riggenbachi par Fry & Keith (2004).
- C. l. riggenbachi (Neumann, 1908) : du Sénégal à l’ouest du Soudan. Sous-espèce plus différenciée avec les parties inférieures plus blanches d’où une striation plus contrastée, et la couronne plus nettement ponctuée.

## Habitat
Il a une prédilection d’habitat pour les zones arides à terrain sableux, les arbres et les buissons épars, les boisements clairs pourvus d’espace libre entre les arbres, la steppe à acacias, la périphérie des villes et des villages, les abreuvoirs à bétail, les zones agricoles, les champs de millet et les grands jardins (Fry & Keith 2004).
Ottaviani (2011) a décrit, photos à l’appui, d’autres habitats comme une zone de contact entre la savane et la forêt, caractérisée par une couverture végétale de palmiers rôniers dominant un tapis herbeux dans la région de Thiès au Sénégal et des boisements clairs d’acacias entourant des protusions rocheuses et donnant sur des plaines herbeuses dans le parc national de Waza dans le nord du Cameroun. Yvan Perré (in Ottaviani 2011) a observé l’espèce dans quatre habitats sahéliens différents : la steppe arbustive à épineux (acacias et balanites), les zones cultivées (champs de mil), les boisements d’acacias autour des mares sahéliennes et la forêt galerie (arbres épineux et caducifoliés d’affinité soudanienne).

## Alimentation
Fry & Keith (2004) mentionnent des graines et des bourgeons, partiellement des graines de Tridax procumbens consommées au Nigéria où cette plante fut introduite dans les années 1930. Des individus ont été observés en octobre au Tchad avec le plumage saupoudré de pollen de mimosa.

## Comportement alimentaire
Fry (1975) avait décrit la technique qu’utilise le serin à croupion blanc pour extraire les graines des capitules de Tridax procumbens. L’oiseau au sol saisit une tige du bec puis la courbe et la ramène à terre tout en la maintenant avec une patte. Ensuite il marche le long de la tige plaquée au sol et tente de remonter ainsi jusqu’à la tête pour en prélever les graines puis il la relâche subitement ce qui a pour effet de libérer d’autres graines qu’il récupère aussitôt en les picorant sur le sol. Jusque trois individus peuvent procéder ainsi sur des plantes adjacentes.

## Voix
Le chant, à débit rapide, comporte des notes claires et mélodieuses, agrémentées de trilles liquides. Les cris sont transcrits par un twee ou chuwee montant et un jwer nasillard (Fry & Keith 2004). Il est également décrit comme une série variée de sifflements doux et clairs, et de gazouillis rappelant ceux du serin du Mozambique ; le cri comme touii-iit  (Borrow & Demey 2008).

## Nidification
La nidification a lieu globalement à la fin de la saison des pluies et en période sèche. Le nid est une petite coupe de brindilles et de ramilles, tapissée intérieurement de poils, peluches et plumes. Il est placé, à faible ou moyenne hauteur (de 1,5 à 5 m) sur une fourche, souvent sur un acacia, plus rarement sur un baobab et, à une occasion, dans un ancien nid d’hirondelle. Il contient de deux à quatre œufs blancs ou bleu clair tachetés de brun et de noir (Serle & Morel 1988, Fry & Keith 2004).